# ザ・シングス・ザット・アイ・ユースト・トゥ・ドゥ
「ザ・シングス・ザット・アイ・ユースト・トゥ・ドゥ」 (The Things That I Used to Do)は、ギター・スリムによって作詞・作曲されたブルースのスタンダード曲である。若きレイ・チャールズが編曲とセッションのプロデュースを担当し、スリムはこの曲をニューオーリンズでレコーディングした。
スペシャルティ・レコードはこの曲を1953年にシングルとしてリリースし、翌年のベストセラーとなっている。スペシャルティの創設者アート・ループはこの曲の訴求力は南部の農村地帯のオーディエンスに限られると考えていた。しかしながら、北部都市のリズム・アンド・ブルースのラジオ局がこの曲をかけるようになり、全米的なヒットとなったのである。結果として、ギター・スリムはパフォーマーとして引っ張りだことなり、ニューヨークのアポロ・シアターなどの会場でプレイするようになった。
このシングルはスペシャルティの歴史上最大のヒットの一つとなり、42週に渡ってビルボードR&Bチャートに入り続けた。この曲は6週に渡り1位となり、その年のR&Bの楽曲としては最大の売り上げを記録している。売り上げ枚数は100万枚以上に上った。

## 楽曲とレコーディング
レイ・チャールズの編曲とピアノの演奏が加わったことにより、スリムのヴォーカルの強烈ながらも冷静な宗教色を持った部分が強調され、曲にゴスペル的なフィーリングを与えている。ファッツ・ドミノと同様、ギター・スリムのヴォーカルは当時の他のブルース・シャウターたちと比較してアダルトな雰囲気は希薄であり、この曲の歌詞も露骨に性的な内容を歌ったものにはなっていない。

## 参加ミュージシャン
- Eddie "Guitar Slim" Jones エディー・"ギター・スリム"・ジョーンズ - vocals, guitar
- Ray Charles レイ・チャールズ - piano
- Lloyd Lambert ロイド・ランバート - bass
- Oscar Moore オスカー・ムーア - drums
- Frank Mitchell フランク・ミッチェル - trumpet
- Gus Fontenette ガス・フォンテネット alto sax
- Charles Burbank チャールズ・バーバンク - tenor sax
- Joe Tillman ジョー・ティルマン - tenor sax[5]

## 影響と評価

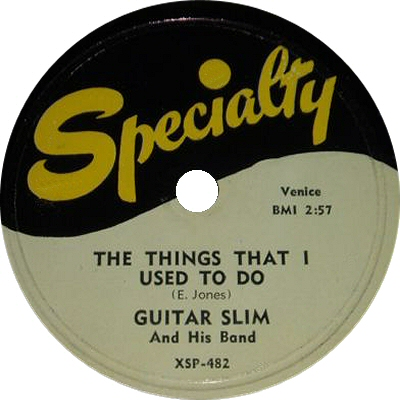
SP盤のレーベル

ロックの殿堂は、この曲を「ロックンロールを形作った500曲」のリストの中にこの曲を含めている。スタイル的にはこの曲はソウルミュージックの発展にも寄与している。更にこの曲は、白人リスナー層に訴求する要素を取り入れ、かつゴスペル・フィーリングを生かすことにより商業的な成功を収めた。このことがロックンロールに影響を及ぼすに至っている。この曲はロックのエレクトリックなサウンドに大きな影響を与え、ジミ・ヘンドリックスの10年も前にエレクトリック・ギターにディストーションを効かせることにより厚みのある音を実現している。ギター・スリムはヘンドリックスのお気に入りのひとりであり、1969年に彼はこの曲の即興バージョンをジョニー・ウィンターがスライド・ギターを担当してレコーディングしている。そのレコーディングは編集盤『Both Sides of the Sky』(2018年)で公式にリリースとなった。
「ザ・シングス・ザット・アイ・ユースト・トゥ・ドゥ」は、ギター・スリムの特徴的なギターのスタイルと上下するメロディーにより、スタンダード曲となった。ブルース歴史家のジェラルド・ハーツァフトは、この曲について「ニューオーリンズ・ブルースの名曲として定着し、ピー・ウィー・クレイトン、ティナ・ターナー、ロニー・ブルックス、ビッグ・ジョー・ターナーらによってカヴァーされている」と記述している。1964年にはジェームス・ブラウンのバージョンがBillboard Hot 100の99位に食い込んでいる（当時同誌のR&Bチャートは休止されている）。